# English Electric Lightning
|  | For Joint Strike Fighter, se F-35 Lightning II. |
|  | For det amerikanske jagerfly fra 2. verdenskrig, se P-38 Lightning. |
English Electric Lightning er et to-motors britisk jagerfly, der på mange områder brød med de gængse regler for hvorledes et sådant fly skulle se ud. De to motorer er bl.a. placeret ovenpå hinanden. Vingeformen er ligeledes helt unik for dette fly. 
English Electric Lightning fik flere gange forlænget sin "levetid" i RAF, da det viste sig svært at finde en værdig afløser. Lightningens radar havde dog ingen look-down/shoot-down kapacitet hvilket betyder at lavereflyvende flys radarekko drukner i radarrefleksioner fra jordoverfladen.
- Wikimedia Commons har flere filer relateret til English Electric Lightning

| Luftfart | Spire Denne artikel om flyvning er en spire som bør udbygges. Du er velkommen til at hjælpe Wikipedia ved at udvide den. |